# Warren Gooch
Warren P. Gooch (* 1953 in Duluth, Minnesota) ist ein US-amerikanischer Komponist und Musikpädagoge.
Gooch studierte an der University of Wisconsin–Madison, der University of Minnesota und am College of St. Scholastica. Zu seinen Lehrern zählten Stephen Dembski, Joel Naumann, Thomas Wegren, Mary Mageau und Eric Stokes, die ihn mit den ästhetischen und stilistischen Positionen von zeitgenössischen Musikern wie George Crumb, Milton Babbitt, Howard Hanson und Nadia Boulanger vertraut machten.
Er arbeitete als Musiklehrer und war Composer-in-Residence des Wisconsin school district. Er wurde dann Professor für Musiktheorie und Komposition an der Truman State University, wo er 2012 als Educator of the Year ausgezeichnet wurde. Er komponierte Kirchenmusik, Chor- und Orchesterwerke und verfasste ein Handbuch der Musiktheorie. Für seine Kompositionen wurde er mit mehr als dreißig Preisen ausgezeichnet. Sein Orchesterwerk Clockwork wurde vom Slowakischen Rundfunkorchester unter Leitung von Robert Black für Parma Recording aufgezeichnet.

## Werke
- Clockwork für Orchester
- Dragon Music für Klavier
- Out of the Primordial Ocean für Perkussionsensemble
- The Piper für Männerchor a cappella
- Three Reflections from the Psalms für gemischten Chor a cappella